# Trần Văn Kình
Trần Văn Kình (sinh năm 1963) là một sĩ quan cấp cao trong Quân đội nhân dân Việt Nam, hàm Thiếu tướng, nguyên Phó Tư lệnh Quân khu 1

## Thân thế sự nghiệp
Ông quê ở Ninh Bình
Trước đó, ông từng giữ chức vụ Sư đoàn trưởng Sư đoàn bộ binh 3(Đoàn Sao Vàng).
Sau đó ông được bổ nhiệm giữ chức vụ Phó Tham mưu trưởng Quân khu 1
Tháng 10 năm 2017, ông được bổ nhiệm giữ chức Phó Tư lệnh Quân khu 1 đồng thời được thăng quân hàm Thiếu tướng.
Tháng 2 năm 2018, ông chuyển sang làm Phó Tư lệnh kiêm Tham mưu trưởng Quân khu 1 thay cho Thiếu tướng Trần Hồng Minh được bổ nhiệm làm Tư lệnh Quân khu 1.
Tháng 6 năm 2020, ông thôi kiêm nhiệm Tham mưu trưởng Quân khu 1 làm Phó Tư lệnh Quân khu 1
Thiếu tướng (2017)